# Lion Bagnis
Lion Bagnis (Rosario, Santa Fe; 2 de marzo de 1995) es un actor y modelo argentino que se dio a conocer por su participación en La doña (2016) y en la serie de Nickelodeon Latinoamérica Noobees (2018).

## Filmografía
| Año       | Título            | Personaje   | Cadena                 |
| --------- | ----------------- | ----------- | ---------------------- |
| 2022      | Último primer día | Agustín     | Flow                   |
| 2019      | Santos            | Santiago    | Protagonista, película |
| 2019      | La usurpadora     | Diego       | Las Estrellas          |
| 2018      | Noobees           | Matt        | Nickelodeon            |
| 2017      | El desmoder       | El Mismo    | Presentador            |
| 2016-2017 | La doña           | César Otero | Telemundo              |

## Cine
| Año  | Título | Personaje | Notas |
| ---- | ------ | --------- | ----- |
| 2016 | Baila  | Luis      |       |

## Teatro
| Año  | Título                            | Rol | Notas |
| ---- | --------------------------------- | --- | ----- |
| 2018 | La sociedad de los poetas muertos |     |       |